# Đại dịch COVID-19 tại Cộng hòa Nhân dân Lugansk
Đại dịch COVID-19 đã được xác nhận đã đến Cộng hòa Nhân dân Luhansk vào tháng 3 năm 2020. Chính phủ Ukraine tính riêng các trường hợp của Luhansk Oblast và Cộng hòa Nhân dân Luhansk.

## Dòng thời gian

### Tháng 3
Vào ngày 30 tháng 3, trường hợp đầu tiên đã được xác nhận.